# Davisville (Toronto Subway)

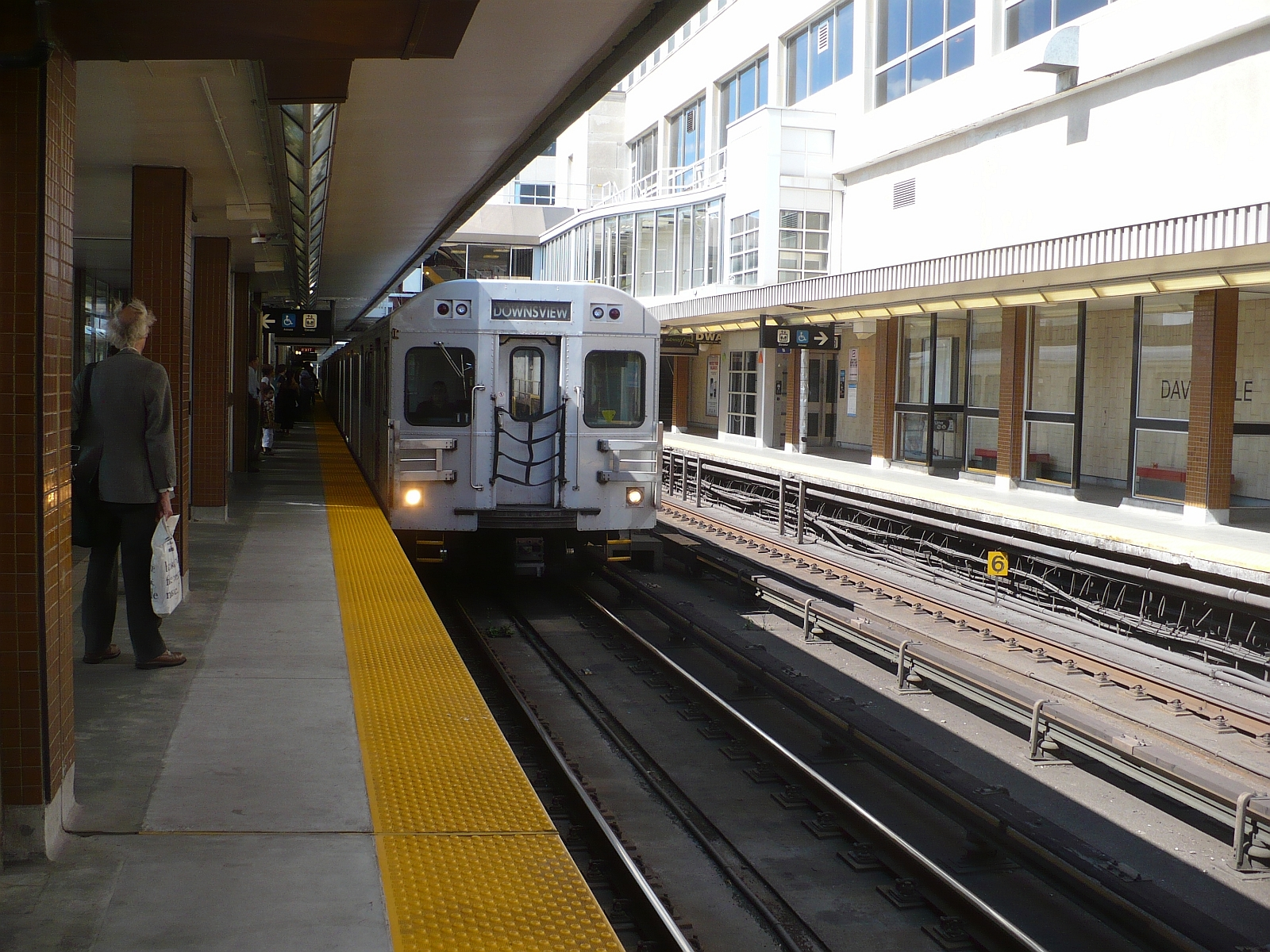
Ansicht der Bahnsteige

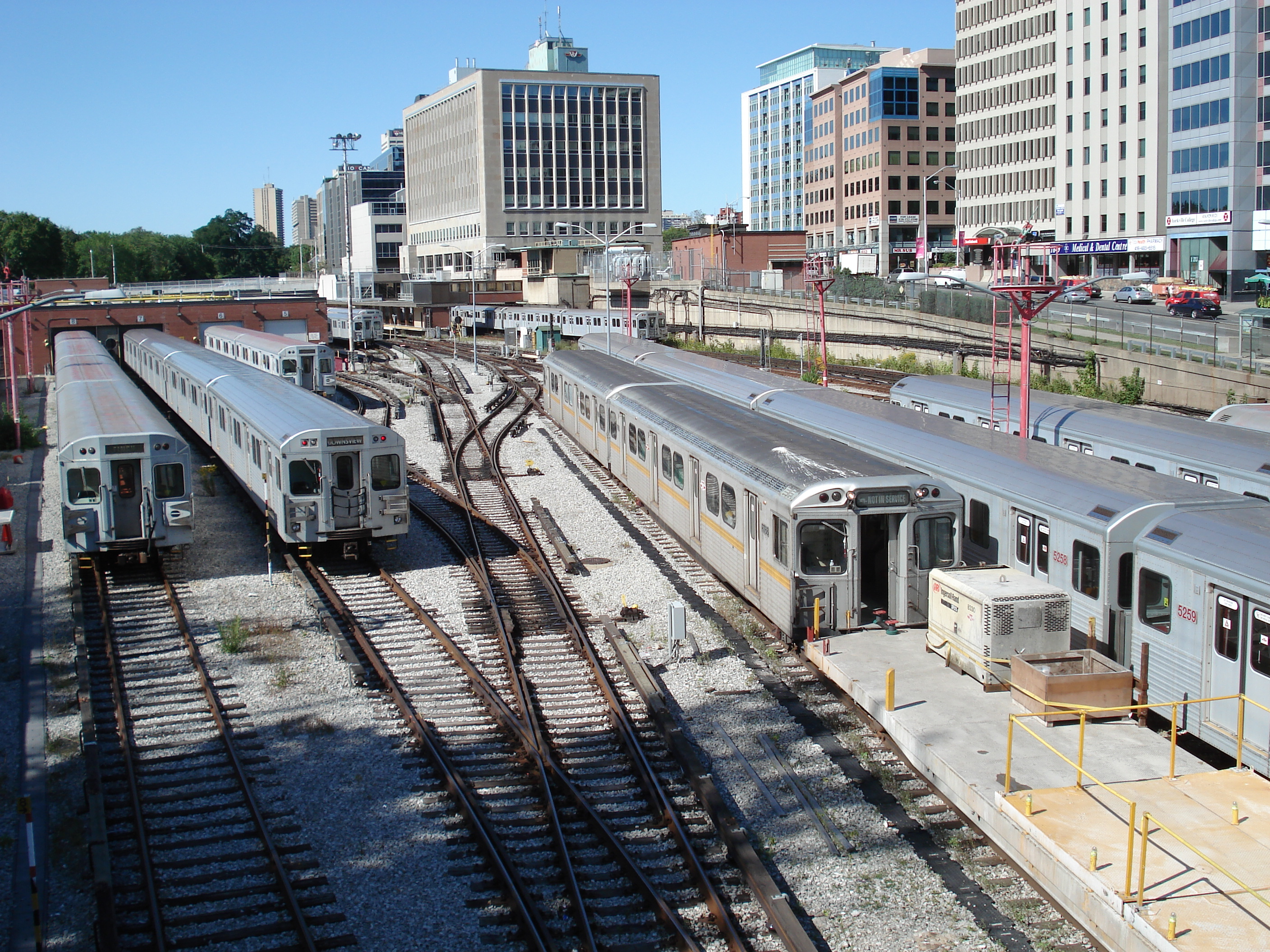
Betriebshof Davisville Yard

Davisville ist eine oberirdische U-Bahn-Station in Toronto. Sie liegt an der Yonge-University-Linie der Toronto Subway, an der Kreuzung von Yonge Street, Chaplin Crescent und Davisville Avenue. Die Station besitzt Seitenbahnsteige und wird täglich von durchschnittlich 25.990 Fahrgästen genutzt (2018).
Es bestehen Umsteigemöglichkeiten zu vier Buslinien der Toronto Transit Commission (TTC). In der Nähe befinden sich der Mount Pleasant Cemetery, das renommierte Upper Canada College und das William McBrien Building, der Verwaltungshauptsitz der TTC. Die Eröffnung der Station erfolgte am 30. März 1954 zusammen mit dem Abschnitt Union – Eglinton, der ältesten U-Bahn auf kanadischem Boden.
Unmittelbar westlich an die Station grenzt der Davisville Yard, der älteste Betriebshof der Toronto Subway und bis 1966 auch der einzige. Von 1993 bis 2002 war der Betriebshof, von sporadischen Ausnahmen abgesehen, außer Betrieb. Seither dient er jenen Zügen, die auf der Sheppard-Linie verkehren. Als einzige Station besitzt Davisville einen dritten Bahnsteig. An diesem halten ein- und ausrückende Züge; er kann auch bei Störungen auf den Hauptgleisen verwendet werden.